# 墨西哥街頭樂隊
墨西哥街頭樂隊  是一種墨西哥式的樂隊，通常由至少3個小提琴手、2個小號手、1個墨西哥吉他手、1個vihuela琴手與1個guitarrón琴手組成，但在一些餐廳的走唱團體可能只有三到四人；樂隊成員通常身著華麗的墨西哥服飾「Charro」，頭戴寬邊的墨西哥帽。樂隊通常在婚禮、節慶等正式場合上表演。
Mariachi指的是「墨西哥街頭樂隊」或有人稱「流浪樂手」是一種墨西哥式的樂隊。有關Mariachi的起源是眾說紛紜，有理論認為，Mariachi是來自法語「婚禮」-mariage一詞，因為在婚禮中常出現各類型的音樂，但問題是在1864年法國人到達墨西哥之前Mariachi就已經存在。但也有人認為Mariachi這個名字來自一種歌頌圣母瑪麗亞（mah-ree-ah AH-chay）的節慶與音樂表演。但一般相信Mariachi應該是19世紀起源於墨西哥南部的哈利斯科州（Estado Jalisco）。 
雖然墨西哥的土著部落的音樂元素如笛子，鼓和口哨聲，和Mariachi並沒有沒有明確的關聯。但mariachi的樂器和曲風明確是受到了西班牙殖民時期的深遠影響，他的樂器編制包括一個guitarrón（低音吉他），一把vihuela（比维拉琴，一種5弦的高音域吉他），吉他，小提琴和小號。有些團體可能會加上一把豎琴或長笛，其中小号是重要的领奏乐器。70年代的一些歌手有時會加上其他樂器如手風琴，電子琴，鍵盤，口琴，薩克斯風，甚至鼓。
他們的歌唱內容包羅萬象，包括大男子主義，愛情，背叛，死亡，政治，革命英雄，甚至動物（特別是一首著名歌曲是“La Cucaracha”，意为“蟑螂”）等等。有人認為Mariachi是墨西哥除了龍舌蘭酒以外最顯著的象徵。          

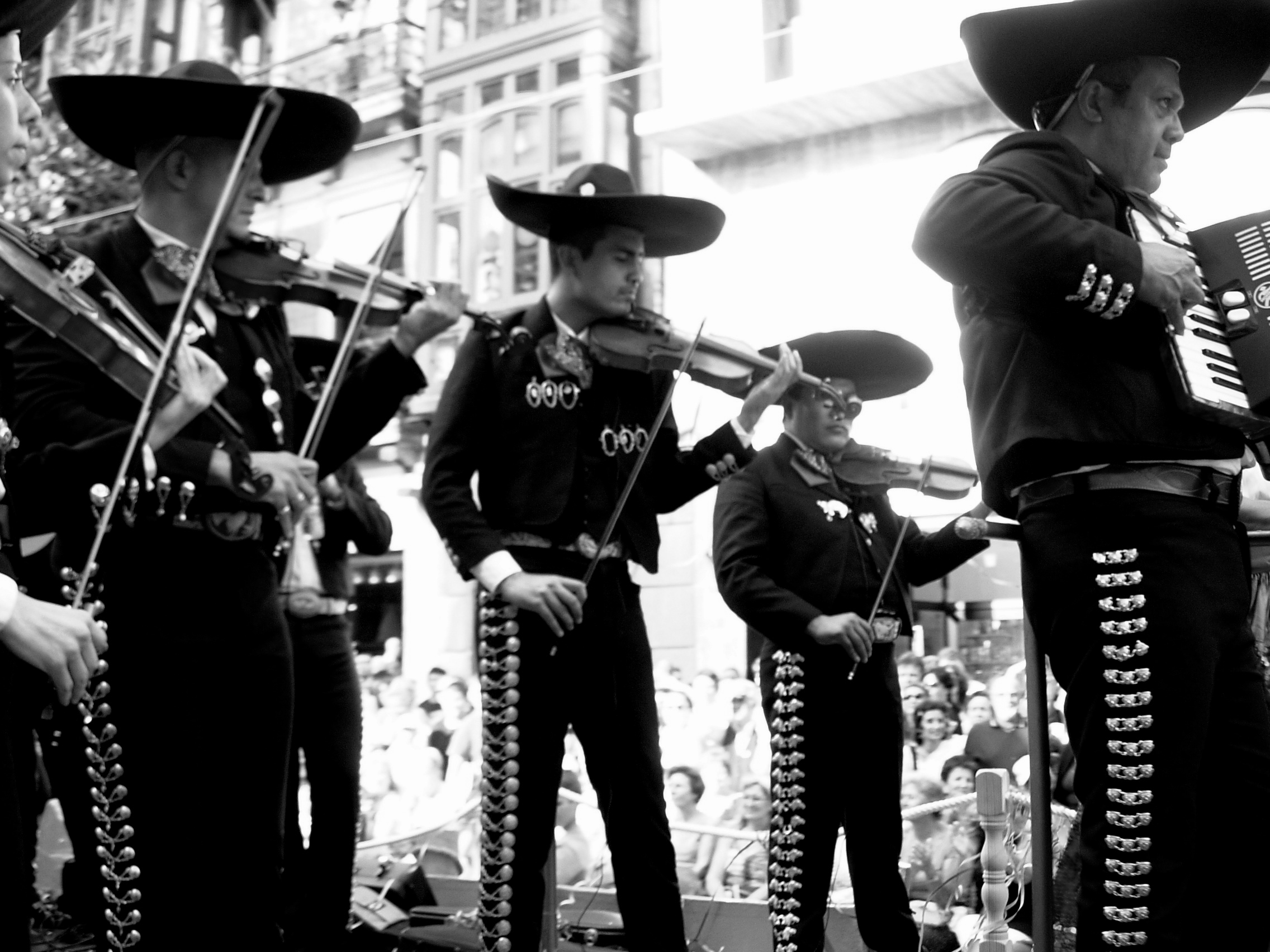
库普兰的《墨西哥沙龙》
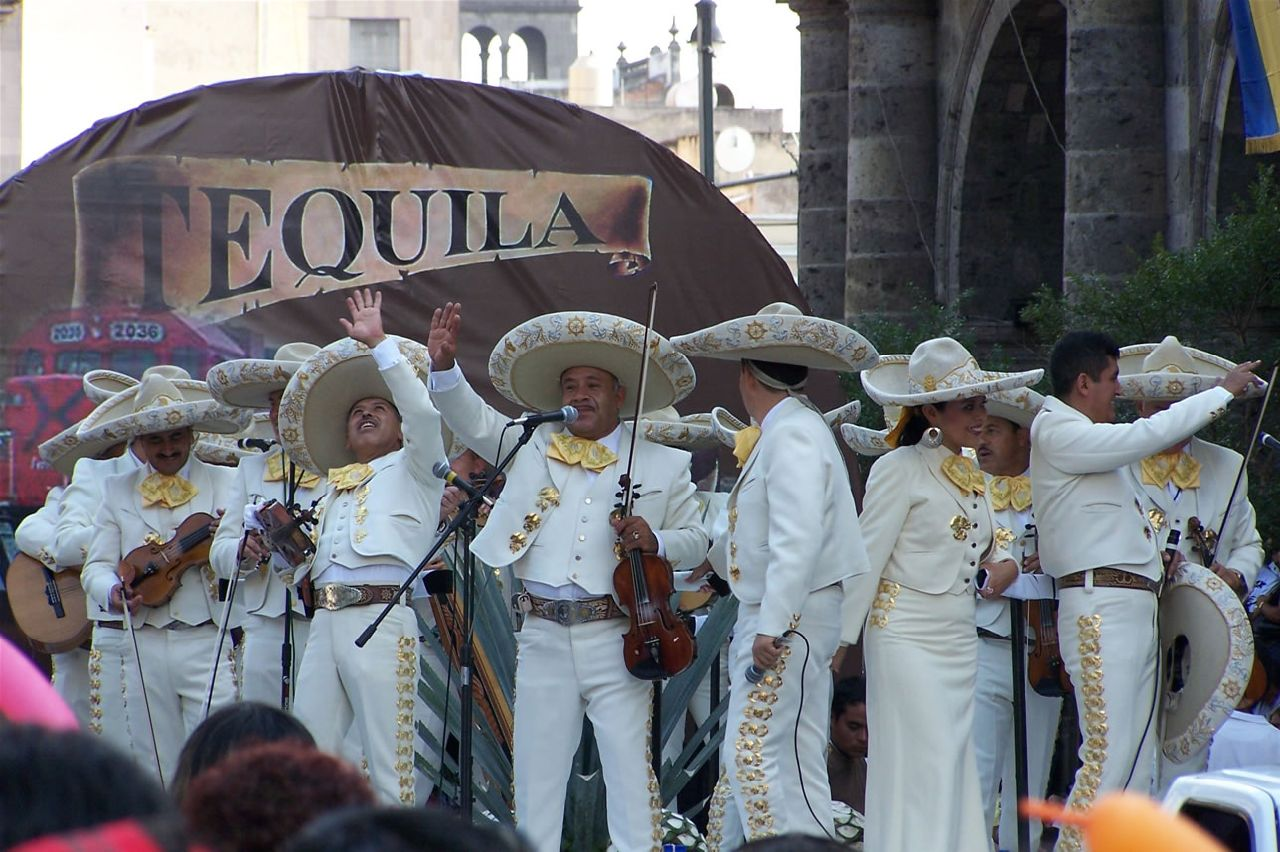
在哈利斯科州州府瓜达拉哈拉市中心表演的墨西哥街头乐队
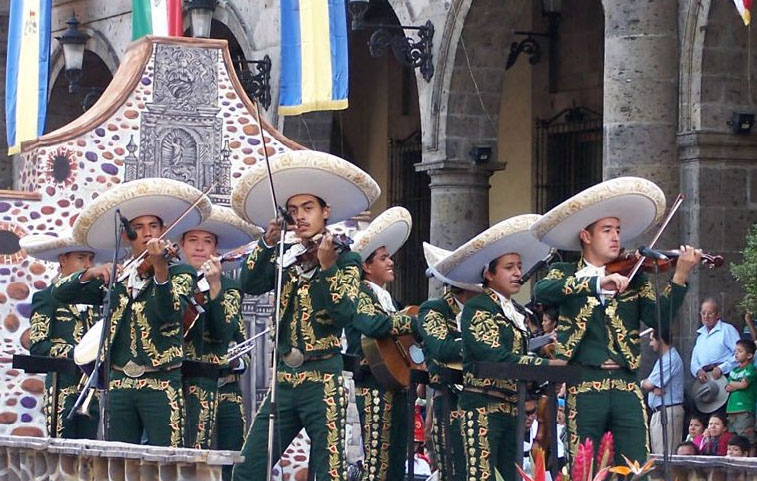
在瓜达拉哈拉第十三届国际Mariachi及Charrería节上表演的墨西哥街头乐队